# Balneario y jardines de Jabalcuz
El balneario y los jardines de Jabalcuz fueron un complejo de baños termales y jardines situados en el cerro de Jabalcuz, a unos 6 kilómetros de la ciudad de Jaén, España.
La presencia de baños termales en Jabalcuz se documenta desde inicios del siglo XVII. En 1781 el consistorio decidió unirlos a la ciudad de Jaén mediante un camino carretero que supondría el inicio de diversas actuaciones por parte de los cabildos municipal y catedralicio. El deán Martínez de Mazas, principal impulsor de la urbanización de la zona, ordenaría la construcción de una plazoleta con casas para los bañistas y una ermita dedicada a los Santos Cosme y Damián. La época de máximo esplendor económico del balneario abarca desde las últimas décadas del siglo XIX hasta la primera mitad del XX. En 1925 el arquitecto Antonio Flórez Urdapilleta, autor de la residencia de estudiantes de Madrid, redacta para el entonces propietario, el ministro José del Prado y Palacio, un colosal proyecto de reforma y ampliación, con la construcción de diversos inmuebles con la pretensión de ennoblecer y modernizar el paraje, el cual sólo se llegaría a ejecutar en parte. Los jardines, íntimamente ligados al balneario, fueron diseñados por el proyectista de la Rosaleda del Retiro, Cecilio Rodríguez Cuevas, e inaugurados junto al casino-restaurante, factura del arquitecto Alberto López de Asiaín, en 1926.
El balneario y jardines de Jabalcuz poseen unos amplios valores arquitectónicos y artísticos, interviniendo en ellos autores de académico prestigio, a los que han de añadirse los valores sociales, paisajísticos y botánicos que aún permanecen en un paraje cuya amplia trayectoria temporal está plenamente vinculada a la historia de la ciudad de Jaén, constituyendo como espacio público periurbano un hito en su urbanismo.

## Datos históricos
Según la investigadora María Teresa López Arandia, las primeras noticias de las aguas termales de Jabalcuz se remontan a un acta capitular fechada el 13 de julio de 1594, en la que el cabildo municipal solicita sea estudiado el proyecto para la construcción de unos baños. En 1600 se redacta una nueva acta en la que se asignan importantes partidas económicas para la compra de terrenos, que desde ese año y hasta 1870 serán de propiedad municipal.
No obstante, la historia del desarrollo urbano de la zona como lugar de esparcimiento de la ciudad de Jaén se inicia en 1781 cuando el ayuntamiento construye un amplio camino carretero que une la ciudad al paraje desde el puente de Santa Ana (en la actual glorieta de Lola Torres), bajo la dirección del caballero veinticuatro Fernando María del Prado. Dicho camino, que correspondía con una antigua cañada real, transitaba desde el salto de agua denominado ojo de buey siguiendo el arroyo del Balneario por Valparaíso. Dentro de la misma iniciativa, la administración local ampliaría los antiguos baños con un edificio independiente para mujeres, quedando el primitivo, que los textos citan como de mampostería de buena fábrica y cubierta abovedada, para los hombres.

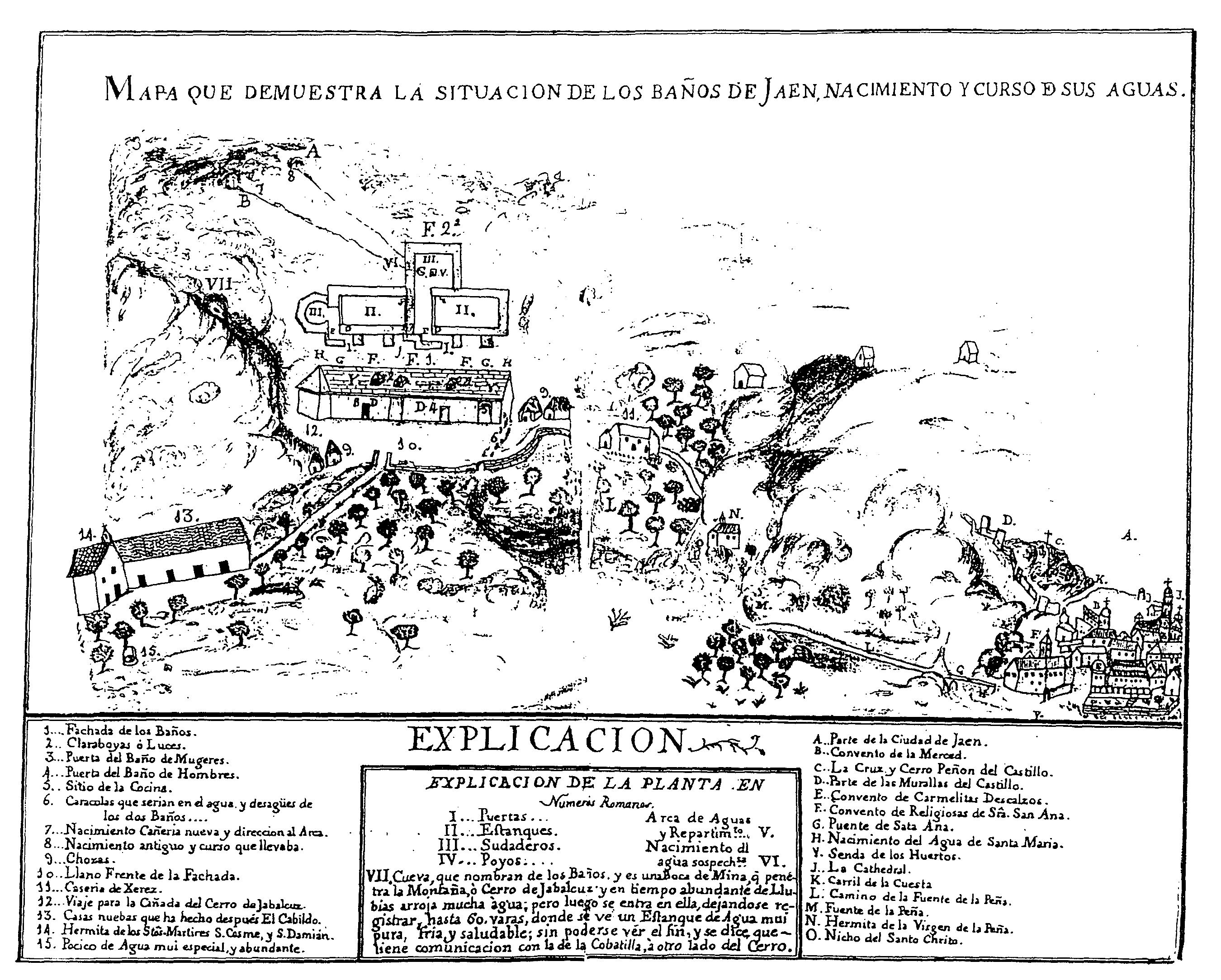
Plano del balneario, de Serafín de Alcázar, finales del)

El cabildo catedralicio, auspiciado por el Deán Martínez de Mazas, conviene con la construcción de este camino para ejecutar un importante proyecto con la pretensión de ennoblecer y rentar la actividad balnearia de Jabalcuz. Una extensa heredad de propiedad eclesiástica, que fuera adquirida en 1653 por el canónigo Francisco Jerez, se convierte en el principal escenario de las actuaciones, la citada en los textos como Casería de Jerez, topónimo que persiste en la actualidad. Así, levanta una hilera de seis casas equipadas para los bañistas más pudientes junto a una ermita dedicada a los Santos Cosme y Damián. Los edificios, ofreciendo fachada a una plazoleta, formaban una estructura en escuadra orientada hacia los baños, situados en una cota superior. Por su parte, Fernando María del Prado propone la compra de parte de la heredad eclesiástica para levantar un albergue próximo a los baños.
El cambio decisivo ocurre a partir de 1846, cuando el municipio, propietario del baño y edificios de la plaza principal, dota al balneario de dirección médica y lo adapta dos años después al régimen sanitario nacional. Debiendo ser reformadas sus instalaciones, los nuevos proyectos fueron planteados según el gusto del romanticismo decimonónico. Se erige también una residencia para médico y bañero en la plaza principal y, junto al camino a su paso por la Casería de Jerez, una hilera de casas para bañistas y un nuevo baño que van a recibir la misma denominación que la histórica heredad.
En 1870 se subasta públicamente el balneario, que contaba con dos edificios: el de los baños y el de la casa del médico-director y el bañero (posteriormente habilitado para casino). La adjudicación fue concedida al empresario Manuel Fernández Villalta. En 1884 se reforma y acondiciona en su totalidad el edificio balneario, bajo la dirección del arquitecto provincial Justino Flórez Llamas. El nuevo edificio —que en buena medida corresponde al actualmente conservado— es de mampostería con planta en forma de U. Posee dos plantas más sobrado, la baja destinada a baños y las superiores a fonda. Hoy enfoscado en cal, originalmente su fachada principal presentaba la planta inferior con aplacado de piedra y la superior con ladrillo visto, con sillares reforzando las esquinas. Mediante una pasarela, conectaba la planta primera de hospedería con un edificio próximo, destinado a casino y servicio de correos y telégrafos, de exclusivo funcionamiento en los meses de verano. El balneario y fonda constituyen el inmueble de mayor presencia arquitectónica del conjunto, expresión de su centralidad, presidiendo la plaza y camino en su frente. La nueva imagen que ofrece el conjunto permite que en la Exposición Universal de Barcelona de 1888, sus aguas mineromedicinales reciban la medalla de plata.

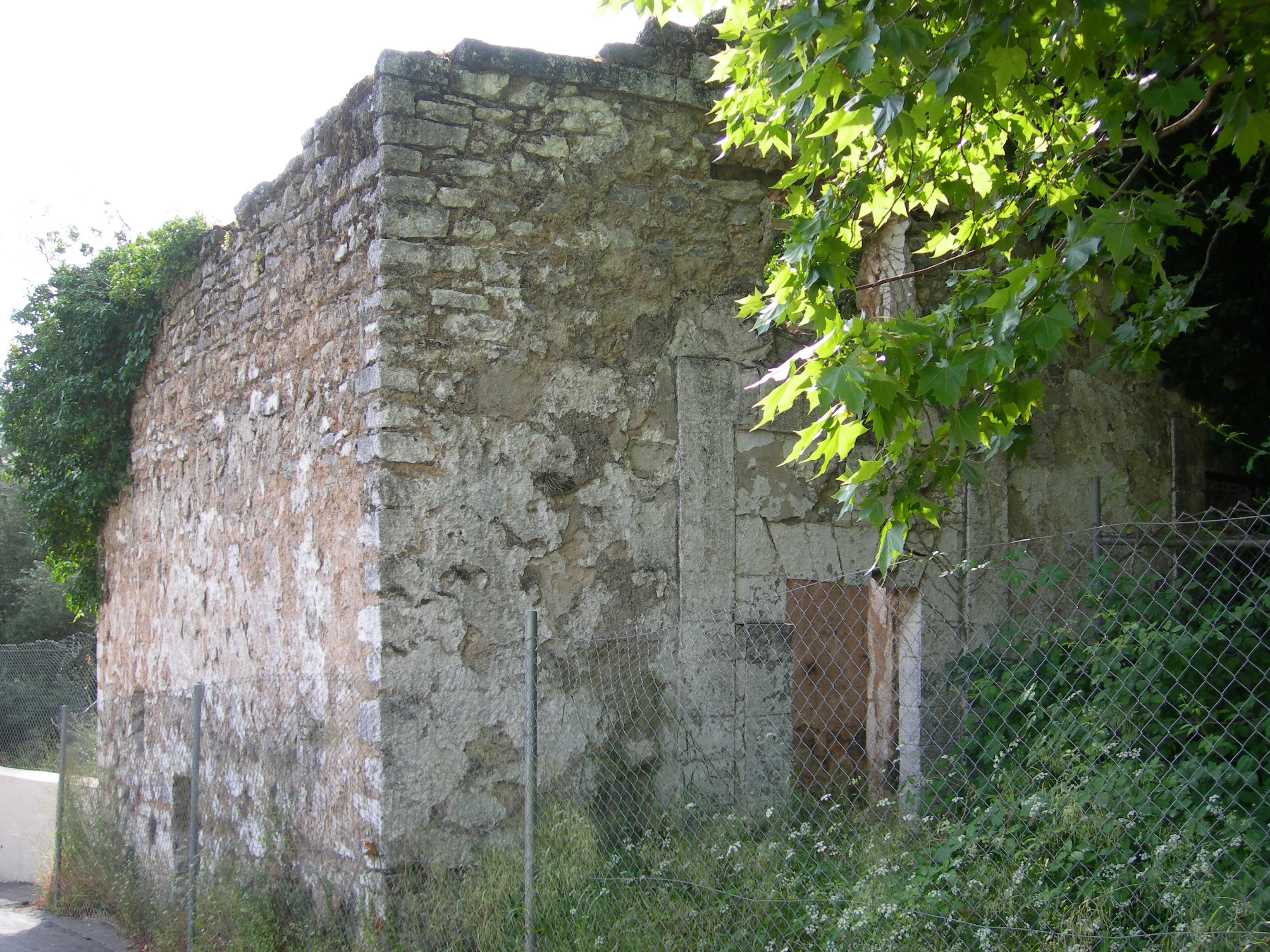
Estado actual de la ermita de los santos Cosme y Damián

Durante el siglo XX Jabalcuz asiste a la cancelación de varios proyectos, como la construcción de un tranvía eléctrico que lo uniría con Jaén, o el gran estudio de reforma en 1925 de Antonio Flórez Urdapilleta —de claro estilo centroeuropeo y que pretendía la proyección internacional de Jabalcuz—, del cual sólo llegarían a materializarse los jardines de Jerez y un casino-restaurante anejo gracias a su construcción anterior.
Los jardines, diseño de Cecilio Rodríguez Cuevas, se disponen en una pendiente que parte de la carretera y la plaza donde se ubican las denominadas casas gemelas (organizadas en dos crujías paralelas de dos plantas con patio central) y baños de Jerez (no terapéuticos e independientes del balneario), inmuebles de mediados del XIX que se reforman e integran como lugar de ingreso. Los jardines están organizados en cuatro terrazas, mayor la última, y donde se desarrolla el paseo central. Se conectan mediante una escalera de tramos variables y balaustrada coronada de macetones. De cada terraza parten senderos, algunos recorridos con pérgolas entoldadas de vegetación, que conducen a cenadores y bancos para atraer el reposo. En la segunda de ellas existe una alberca para riego. El acceso al paseo inferior se realiza por una escalera de doble tramo que abraza una gruta artificial de rocalla cubierta de hiedra, de la que surgía un manto de agua.
El paseo inferior está ordenado en torno a una plaza central con una fuente circular también de rocalla coronada por una escultura del Espinario. A partir de ella se desarrolla un laberíntico diseño de setos que dirigen a cenadores, parterres de flores y quioscos. En un lateral y con acceso directo, el casino-restaurante, factura del arquitecto Alberto López de Asiaín, haría también las veces de teatro.
Por último, a los pies del paseo, se conservaría e incorporaría un centenario bosque de pinar perteneciente a la anterior quinta de campo (Casería de Jerez), al que se accedía a través de un escarpado sendero que da paso a esta zona de mayor recogimiento, que encierra una cascada con amplio estanque.
Las décadas de 1930 y 1940 pueden considerarse las de mayor esplendor del conjunto, especialmente para la sociedad burguesa de las provincias cercanas. En el transcurso de la Guerra Civil, se instaló en el paraje una colonia refugio para escolares y en diciembre de 1937 se habilitó una escuela rural, anexa a una nueva iglesia erigida tras la ruina de la ermita. Escuela e iglesia ocuparon el espacio de las antiguas casas de Jabalcuz, contiguas al edificio balneario.
Durante los años 50 la actividad se mantiene, enfocada casi exclusivamente a bañistas de Jaén y provincia, que acuden a comer en los ventorrillos, y de veraneo en las diferentes casas de alquiler, atraídos además por una conveniente oferta cultural de cine, teatro y verbenas estivales. Hasta el fallecimiento en 1972 de la marquesa de Blanco-Hermoso, Ana Josefa Mariscal y Tirado, residente en la casería de Nuestro Padre Jesús, se sucedieron algunos proyectos de reforma que, aunque escasos, alargaron durante años la vida del balneario. En 1982, sus herederos, conscientes del evidente declive, definitivamente procedieron a su venta a una empresa promotora. No obstante, jardines —aún a pesar de su progresivo abandono— y ventas ampliarían la memoria del paraje unos años más, destacando la casería del Ventorrillo y la popular abacería de María "La Guarra".

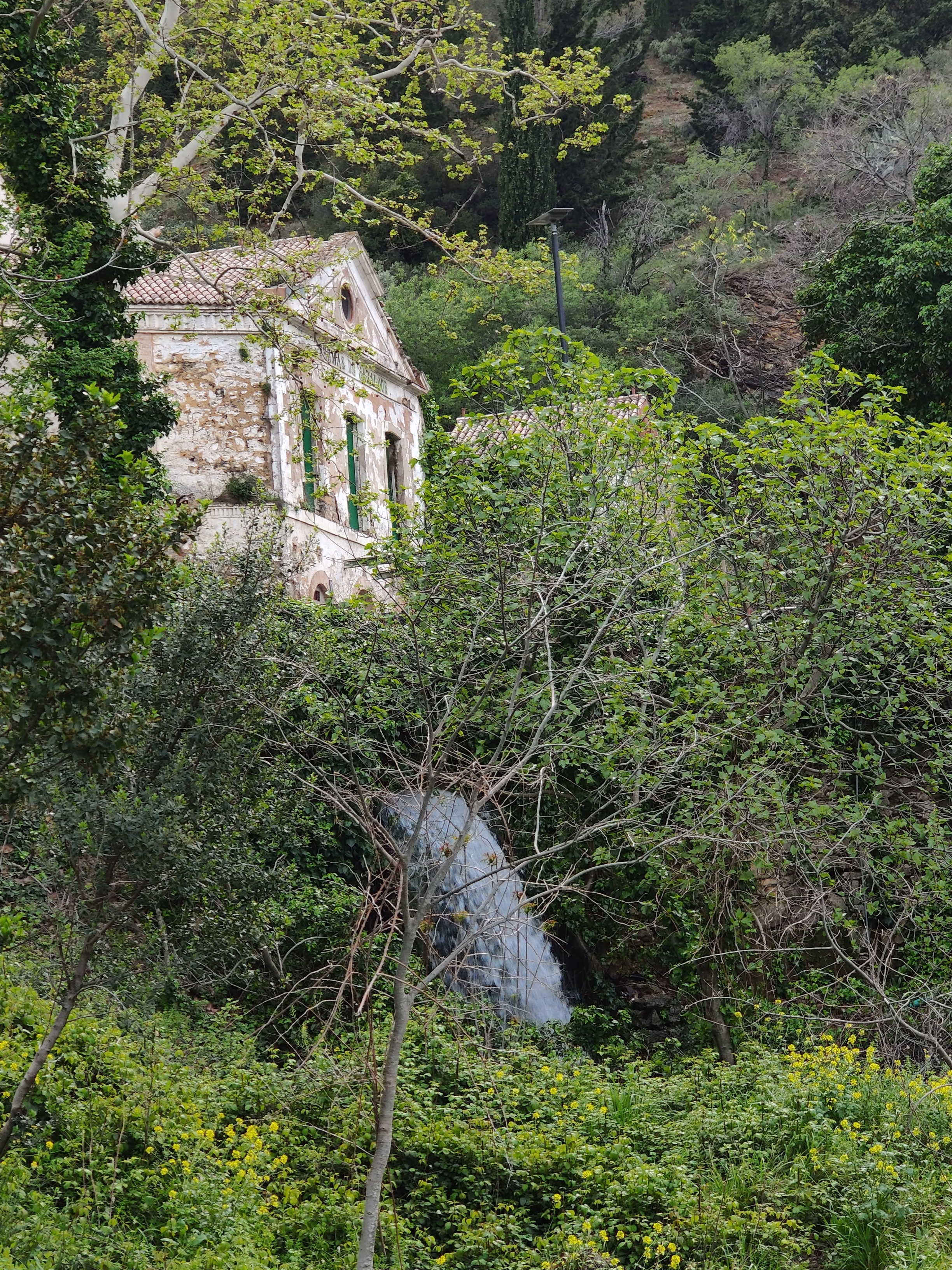
Cascada de agua junto al edificio de las Termas de Jabalcuz. Abril de 2024

## Bien de interés cultural
Mediante Decreto 305/2009, de 14 de julio, el Consejo de Gobierno de la Junta de Andalucía acordó inscribir en el Catálogo General del Patrimonio Histórico Andaluz como Bien de Interés Cultural, con la tipología de Sitio Histórico, el Balneario y Jardines de Jabalcuz.
En un comunicado, el concejal de Cultura del Ayuntamiento de Jaén indicó que a partir de ahora se hará saber a los titulares de derechos y simples poseedores de bienes, entre los que se encuentra el Consistorio, que tienen el deber de conservarlos, mantenerlos y custodiarlos, de manera que se garantice la salvaguarda de sus valores. Asimismo, deberán permitir su inspección por las personas y órganos competentes de la Junta de Andalucía así como su estudio por los investigadores. Por su parte, el ayuntamiento de la capital debe proceder a la suspensión de las correspondientes licencias municipales de parcelación, edificación y demolición de las zonas afectadas y las obras con carácter inaplazable deberán contar con autorización previa.